# Josep Ferrer i Viñolas
Josep Ferrer i Viñolas va ser un compositor català de finals segle xviii i segle xix que compongué música instrumental, música per a tecla i també compongué sonates. Es conserven obres seves al fons musicals del CEDOC i al de l'església parroquial de Sant Esteve d’Olot (SEO).

## Obres
- Flores Marianas: cinco cánticos el mes de Mayo y otras fiestas dedicades a la Santísima Virgen a solo y coro unisono, con acompañamiento de organo.[3]
- La Palmera: cántico a la Sma Virgen a solo y coro a dos o cuatro voces con acompañamiento de harmònium u órgano.
- Llibreta de Sonatas del Rnt Jph Ferrer copiados por Jph Corretger (1779)[1]